# Konklawe 1549–1550
Konklawe 29 listopada 1549 – 8 lutego 1550 – konklawe, które odbyło się po śmierci papieża Pawła III i zakończyło się wyborem Juliusza III.

## Śmierć Pawła III
Paweł III zmarł 10 listopada 1549 w wieku 81 lat. Jego nadspodziewanie długi, 15-letni pontyfikat nie jest oceniany jednoznacznie. Z jednej strony był krytykowany za nepotyzm, z drugiej strony podjął długo oczekiwane działania mające na celu reformę Kościoła, w tym zwołał sobór. W chwili jego śmierci obrady soboru były jednak zawieszone z powodu konfliktu papieża z cesarzem Karolem V. Co więcej, pomimo tych kroków katolicyzm w dalszym ciągu był w odwrocie – w trakcie pontyfikatu tego papieża protestantyzm przyjęły królestwa Danii i Norwegii, elektoraty Saksonii i Brandenburgii i szereg pomniejszych terytoriów niemieckich, w Genewie rozpoczął działalność Jan Kalwin, a w Anglii ugruntowała się schizma. Jego niewątpliwą zasługą było natomiast mianowanie wielu nowych kardynałów, którzy widzieli potrzebę gruntownych reform w Kościele, co w ciągu poprzednich stu lat bynajmniej nie było regułą.

## Lista uczestników konklawe
W chwili śmierci Pawła III Kolegium Kardynalskie liczyło 54 członków, z czego na konklawe przybyło 51, jednak dwóch z nich zmarło w jego trakcie, a dwóch opuściło je z powodu choroby:
- Giovanni Domenico de Cupis; Kardynał z Trani[2] (nominacja kardynalska 1 lipca 1517) – kardynał biskup Ostia e Velletri; komendatariusz kościoła prezbiterialnego S. Lorenzo in Lucina; dziekan Świętego Kolegium Kardynałów; archiprezbiter bazyliki laterańskiej; administrator diecezji Trani i Adrii
- Giovanni Salviati (1 lipca 1517) – kardynał biskup Porto e Santa Rufina; subdziekan Świętego Kolegium Kardynałów; administrator diecezji Ferrary
  - Philippe de la Chambre; Kardynał z Boulogne[2] (7 listopada 1533) – kardynał biskup Frascati; administrator diecezji Quimper; komendatariusz opactwa terytorialnego Saint-Pierre-de-Corbie (1 stycznia 1550 opuścił konklawe z powodu choroby)
- Giovanni Maria Ciocchi del Monte; Kardynał del Monte[2] (22 grudnia 1536) – kardynał biskup Palestriny; biskup Pawii; legat apostolski w Bolonii
- Gian Pietro Carafa CRT; Kardynał z Neapolu[2] (22 grudnia 1536) – kardynał biskup Sabiny; inkwizytor generalny Świętego Oficjum Inkwizycji; arcybiskup Neapolu
  - † Ennio Filonardi; Kardynał z Veroli[2] (22 grudnia 1536) – kardynał biskup Albano; biskup Montefeltro (opuścił konklawe 14 grudnia 1549, zmarł 19 grudnia 1549)
- Louis de Bourbon de Vendôme; Kardynał de Bourbon[2] (1 lipca 1517) – kardynał prezbiter S. Sabina; protoprezbiter Świętego Kolegium Kardynałów; administrator archidiecezji Sens; biskup Laon
- François de Tournon CRSAnt (9 marca 1530) – kardynał prezbiter Ss. Marcellino e Pietro; administrator archidiecezji Auch; generał zakonu antonianów
- Jean du Bellay (21 maja 1535) – kardynał prezbiter S. Crisogono; biskup Paryża i Le Mans; administrator archidiecezji Bordeaux
- Rodolfo Pio di Carpi; Kardynał Carpi[2] (22 grudnia 1536) – kardynał prezbiter S. Maria in Trastevere; administrator diecezji Girgenti
- Juan Álvarez de Toledo OP; Kardynał z Burgos[2] (20 grudnia 1538) – kardynał prezbiter S. Clemente; inkwizytor generalny Świętego Oficjum Inkwizycji; arcybiskup Burgos
- Robert de Lénoncourt (20 grudnia 1538) – kardynał prezbiter S. Apollinare; biskup Châlons-sur-Marne
- Antoine Sanguin de Meudon; Kardynał z Orleanu[2] (19 grudnia 1539) – kardynał prezbiter S. Maria in Portico; biskup Orleanu
  - Marcello Cervini; Kardynał S. Croce[2] (19 grudnia 1539) – kardynał prezbiter S. Croce in Gerusalemme; inkwizytor generalny Świętego Oficjum Inkwizycji; biskup Gubbio; protektor Austrii (22 grudnia 1549 opuścił konklawe z powodu choroby)
- Miguel da Silva; Kardynał z Viseu[2] (19 grudnia 1539) – kardynał prezbiter S. Prassede; administrator diecezji Massa Marittima
- Giovanni Girolamo Morone (2 czerwca 1542) – kardynał prezbiter S. Stefano in Monte Celio; biskup Modeny; kamerling Świętego Kolegium Kardynałów
- Marcello Crescenzi (2 czerwca 1542) – kardynał prezbiter S. Marcello; prefekt Sygnatury Brewe Apostolskich; administrator archidiecezji Conzy
- Cristoforo Madruzzo; Kardynał z Trydentu[2] (2 czerwca 1542) – kardynał prezbiter S. Cesareo in Palatio; biskup Trydentu i Brixen
- Georges d’Armagnac (19 grudnia 1544) – kardynał prezbiter Ss. Giovanni e Paolo; biskup Rodez; arcybiskup Tours
- Francisco Mendoza de Bobadilla; Kardynał z Corii[2] (19 grudnia 1544) – kardynał prezbiter S. Giovanni a Porta Latina; biskup Corii
- Bartolomé de la Cueva y Toledo (19 grudnia 1544) – kardynał prezbiter S. Matteo in Merulana
- Otto Truchsess von Waldburg; Kardynał z Augsburga[2] (19 grudnia 1544) – kardynał prezbiter S. Balbina; biskup Augsburga
- Francesco Sfondrati (19 grudnia 1544) – kardynał prezbiter S. Anastasia; biskup Cremony; inkwizytor generalny Świętego Oficjum Inkwizycji
- Federico Cesi (19 grudnia 1544) – kardynał prezbiter S. Pancrazio; administrator diecezji Caserty
- Durante Duranti; Kardynał z Cassano[2] (19 grudnia 1544) – kardynał prezbiter Ss. XII Apostoli; biskup Cassano; legat apostolski w Camerino
- Pedro Pacheco de Villena; Kardynał z Jaén[2] (16 grudnia 1545) – kardynał prezbiter bez tytułu; biskup Jaén
- Georges d’Amboise; Kardynał z Rouen[2] (16 grudnia 1545) – kardynał prezbiter bez tytułu; arcybiskup Rouen
- Ranuccio Farnese OSIoHieros; Kardynał S. Angelo[2] (16 grudnia 1545) – kardynał prezbiter  S. Angelo in Pescheria; penitencjariusz większy; archiprezbiter-koadiutor bazyliki laterańskiej; legat apostolski w Marchii Ankońskiej; administrator archidiecezji Rawenny; tytularny patriarcha Konstantynopola; wielki przeor zakonu joannitów w Wenecji; komendatariusz opactwa terytorialnego Farfa
- Charles de Lorraine-Guise; Kardynał de Guise[2] (27 lipca 1547) – kardynał prezbiter S. Cecilia; arcybiskup Reims; komendatariusz opactwa terytorialnego Cluny
- Girolamo Veralli (8 kwietnia 1549) – kardynał prezbiter S. Martino ai Monti; arcybiskup Rossano; biskup Capaccio
- Giovanni Angelo Medici (8 kwietnia 1549) – kardynał prezbiter S. Pudenziana; arcybiskup Raguzy
- Bernardino Maffei; Kardynał z Messyny[2] (8 kwietnia 1549) – kardynał prezbiter S. Ciriaco e Ss. Quirico e Giulitta; arcybiskup Chieti
- Innocenzo Cibo (23 września 1513) – kardynał diakon S. Maria in Domnica; protodiakon Świętego Kolegium Kardynałów; arcybiskup Genui; administrator diecezji Marsylii i archidiecezji Messyny; protektor Rzeszy Niemieckiej
  - † Nicolò Ridolfi (1 lipca 1517) – kardynał diakon S. Maria in Via Lata; administrator diecezji Vicenzy (opuścił konklawe 20 stycznia 1550, zmarł 31 stycznia 1550)
- Francesco Pisani (1 lipca 1517) – kardynał diakon S. Marco; biskup Padwy
- Jean de Lorraine; Kardynał z Metzu[2] (28 maja 1518) – kardynał diakon S. Onofrio; biskup Metz; administrator archidiecezji Narbonne oraz diecezji Agen i Nantes
- Niccolò Gaddi (3 maja 1527) – kardynał diakon Ss. Vito e Modesto
- Ercole Gonzaga; Kardynał z Mantui[2] (3 maja 1527) – kardynał diakon S. Maria Nuova; biskup Mantui; protektor Hiszpanii; regent księstwa Mantui
- Girolamo Doria (styczeń 1529) – kardynał diakon S. Tommaso in Parione; administrator archidiecezji Tarragony
- Odet de Coligny de Châtillon; Kardynał de Châtillon[2] (7 listopada 1533) – kardynał diakon S. Adriano; administrator archidiecezji Tuluzy i diecezji Beauvais
- Alessandro Farnese (18 grudnia 1534) – kardynał diakon S. Lorenzo in Damaso; sekretarz Państwa Kościelnego; wicekanclerz Świętego Kościoła Rzymskiego; archiprezbiter bazyliki watykańskiej; legat apostolski w Awinionie; administrator archidiecezji Awinionu i Monreale oraz diecezji Viseu; tytularny patriarcha Jerozolimy; komendatariusz opactw terytorialnych S. Paolo fuori le mura i Tre Fontane; protektor Polski
- Guido Ascanio Sforza; Kardynał S. Fiora[2] (18 grudnia 1534) – kardynał diakon S. Eustachio; kamerling Świętego Kościoła Rzymskiego; archiprezbiter bazyliki liberiańskiej; administrator diecezji Parmy; protektor Portugalii
- Reginald Pole; Kardynał z Anglii[2] (22 grudnia 1536) – kardynał diakon S. Maria in Cosmedin
- Niccolò Caetani; Kardynał Sermoneta[2] (22 grudnia 1536) – kardynał diakon S. Nicola in Carcere Tulliano; arcybiskup Kapui
- Ippolito d’Este; Kardynał z Ferrary[2] (20 grudnia 1538) – kardynał diakon S. Maria in Aquiro; administrator archidiecezji Mediolanu i Lyonu; biskup Autun; gubernator Tivoli; protektor Francji
- Giacomo Savelli (19 grudnia 1539) – kardynał diakon Ss. Cosma e Damiano; administrator diecezji Nicastro
- Andrea Cornaro (19 grudnia 1544) – kardynał diakon S. Teodoro; biskup Brescii
- Girolamo Recanati Capodiferro (19 grudnia 1544) – kardynał diakon S. Giorgio in Velabro; biskup Saint-Jean-de-Maurienne; legat apostolski w Romanii
- Tiberio Crispi (19 grudnia 1544) – kardynał diakon S. Agata alla Suburra; administrator archidiecezji Amalfi
- Giulio Feltre della Rovere; Kardynał z Urbino[2] (27 lipca 1547) – kardynał diakon S. Pietro in Vincoli; biskup Urbino e Recanati; legat apostolski w Umbrii; gubernator Città della Pieve; komendatariusz opactwa terytorialnego Saint-Victor de Marseille
- Charles de Bourbon-Vendôme (9 stycznia 1548) – kardynał diakon S. Sisto; biskup Saintes

Wśród elektorów było dwunastu Francuzów, czterech Hiszpanów i po jednym Niemcu, Angliku oraz Portugalczyku; resztę stanowili Włosi. Trzydziestu ośmiu z nich mianował Paweł III, sześciu papież Klemens VII, a siedmiu Leon X.

### Nieobecni
Trzech kardynałów nie uczestniczyło w konklawe, w tym dwóch Francuzów i Portugalczyk:
- Claude de Longwy de Givry; Kardynał z Langres[2] (7 listopada 1533) – kardynał prezbiter S. Agnese in Agone; administrator diecezji Poitiers i Langres
- Jacques d’Annebaut; Kardynał z Lisieux[2] (19 grudnia 1544) – kardynał prezbiter S. Susanna; biskup Lisieux
- Henryk z Portugalii; Kardynał z Évory[2] (16 grudnia 1545) – kardynał prezbiter Ss. IV Coronati; arcybiskup Évory; generalny inkwizytor Portugalii

De Givry został mianowany przez Klemensa VII, pozostali dwaj przez Pawła III.

## Frakcje i kandydaci
W Świętym Kolegium wyróżniano trzy grupy kardynałów: zwolenników cesarza, zwolenników Francji oraz „farnesian”, czyli włoskich kardynałów mianowanych przez Pawła III i skupionych wokół jego wnuka kardynała Alessandro Farnese. Jednakże w końcowym okresie pontyfikatu Pawła III Farnese wszedł w ścisły sojusz z cesarzem Karolem V, licząc na odzyskanie dla swego rodu księstwa Parmy i Piacenzy. Tym samym Kolegium Kardynałów na konklawe było podzielone jedynie na dwie duże frakcje:
- Partia cesarska – kardynałowie Álvarez de Toledo, Mendoza, Cueva, Pacheco, Gonzaga, Doria, Sforza, Pio di Carpi, Morone, Madruzzo, Truchsess, Pole, Alessandro Farnese, Crescenzi, Sfondrati, Duranti, Ranuccio Farnese, Medici, Maffei, Savelli, Cornaro, della Rovere
- Partia francuska – kardynałowie de Guise, Armagnac, Meudon, Lenoncourt, du Bellay, Chatillon, Charles de Vendome, Tournon, de la Chambre, Louis de Bourbon, Amboise, Jean de Lorraine, Cupis, Salviati, del Monte, Carafa, Cesi, Veralli, Ridolfi, Pisani, Sermoneta, Este, Capodiferro, Crispi, Filonardi

Kardynałowie Cibo, Gaddi, da Silva i Cervini byli uważani za neutralnych.
Kandydatem popieranym przez cesarza był Hiszpan Álvarez de Toledo, a w dalszej kolejności Carpi, Morone, Sfondrati oraz Anglik Reginald Pole. Karol V wykluczył natomiast w instrukcjach dla swych kardynałów kandydatury Salviatiego, Cerviniego, Capodiferro, Ridolfiego, Verallo i wszystkich Francuzów. Francuzi natomiast popierali w pierwszej kolejności kandydatury kardynałów Lorraine, Ridolfiego, Salviatiego, de Cupis i d’Este, a w dalszej Cerviniego i del Monte, natomiast przeciwni byli Pole’owi. Salviati był najczęściej wymienianym kandydatem w ostatnich miesiącach życia Pawła III.

## Konklawe

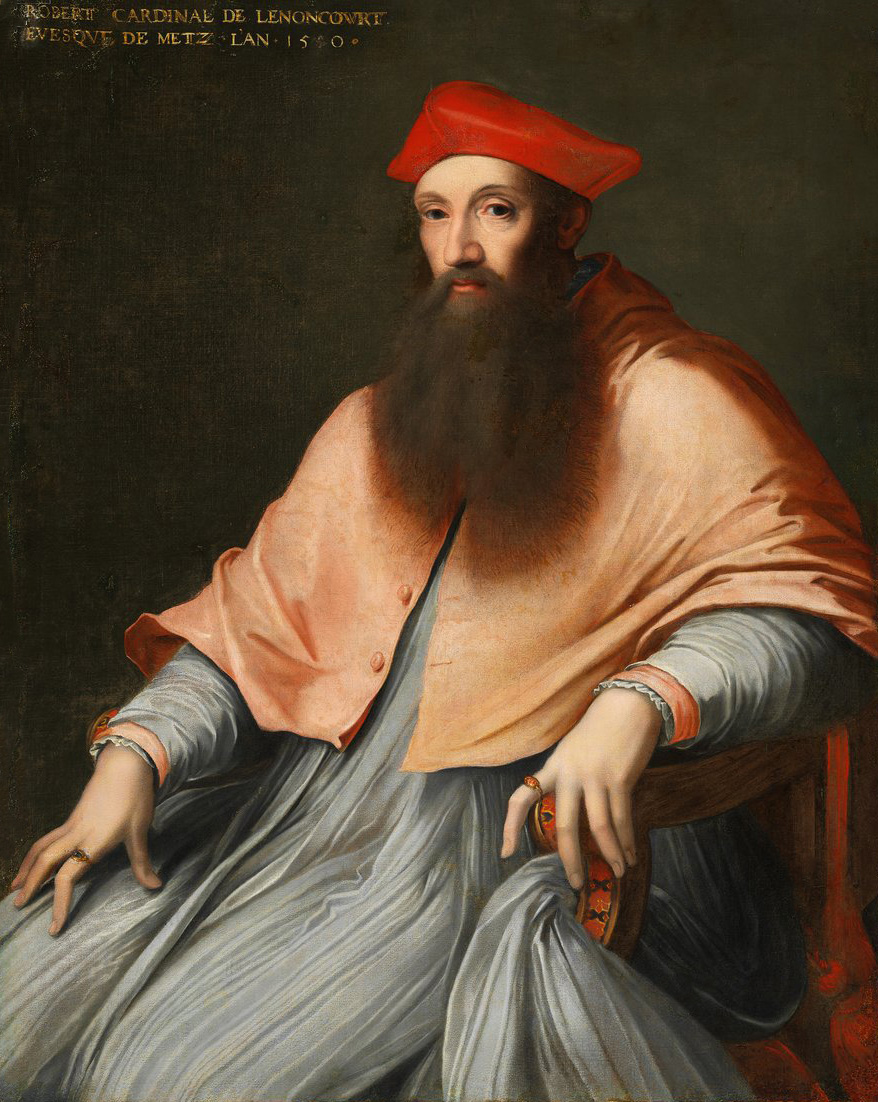
Kardynał Reginald Pole (ok. 1549 r.)

Konklawe rozpoczęło się 29 listopada 1549 roku z udziałem 41 kardynałów. Hiszpan Pacheco dotarł rankiem 4 grudnia. Francuscy kardynałowie de Guise, du Bellay, Charles de Vendome, Chatillon i Tournon przybyli 12 grudnia. 14 grudnia 1549 chory kardynał Filonardi opuścił konklawe i zmarł pięć dni później, a 22 grudnia 1549 konklawe opuścił także Marcello Cervini, jednak 28 grudnia skład elektorów uzupełnili Francuzi de la Chambre i Amboise. 31 grudnia 1549 na konklawe dotarł kardynał Lorraine, ale już następnego dnia ciężko chory de la Chambre musiał zrezygnować z udziału w nim. 14 stycznia 1550 do grona elektorów dołączył Louis Bourbon, ale 20 stycznia obrady opuścił Ridolfi, który zmarł 31 stycznia 1550. Między 23 stycznia a 1 lutego 1550 czasowo poza konklawe przebywał także protodiakon Innocenzo Cibo. W końcowym głosowaniu 8 lutego 1550 wzięło udział 47 elektorów.
Elektorzy mieli prawo wpisywać na kartkach wyborczych więcej niż jednego kandydata.
Stronnictwo cesarskie postanowiło wykorzystać swą liczebną przewagę w pierwszych dniach konklawe i jeszcze przed przybyciem Francuzów próbowało doprowadzić do wyboru kardynała Reginalda Pole’a na papieża. Już w pierwszym głosowaniu 3 grudnia uzyskał on 21 głosów, a w drugim następnego dnia 24 głosy, podczas gdy wymagana większość wynosiła 28 głosów. W nocy z 4 na 5 grudnia zwolennicy Pole’a podjęli próbę wybrania go przez aklamację, na co jednak Anglik się nie zgodził. Obecni na konklawe profrancuscy kardynałowie próbowali przeciwdziałać poczynaniom przeciwnego obozu. Inkwizytor Carafa zarzucał Anglikowi kryptoprotestantyzm. Francuski ambasador w Rzymie Claude d’Urfé oficjalnie zażądał odroczenia obrad do czasu przybycia Francuzów, a sprzyjający Francji dziekan Świętego Kolegium de Cupis poparł ten pomysł. Jednak ostatecznie większość kardynałów sprzeciwiła się temu.
Przed głosowaniem 5 grudnia wśród elektorów panowało powszechne przekonanie, że w jego wyniku Pole zostanie papieżem. W fazie pisemnego głosowania (scrutinium) dostał 23 głosy, a do zwycięstwa potrzebował 28. Po ogłoszeniu wyniku kardynał Carpi rozpoczął procedurę akcesu i również oddał swój głos na Anglika. Chwilę później to samo uczynił Farnese, jednak wbrew oczekiwaniom frakcji cesarskiej na tym się zakończyło. O porażce Pole’a przesądziły prawdopodobnie, oprócz wątpliwości co do jego ortodoksji, także angielskie pochodzenie i stosunkowo młody wiek (49 lat), które powodowały, że wielu starszych kardynałów z Włoch nie chciało na niego głosować.
6 grudnia francuski ambasador ponownie stanął w drzwiach konklawe informując o rychłym przyjeździe kardynałów z jego kraju. Cesarscy kardynałowie, nie zniechęceni porażką z poprzedniego dnia, ponawiali swe wysiłki na rzecz Pole’a, by zdążyć przed ich przybyciem. 7 grudnia rano Pole otrzymał 22 głosy w scrutinium i 2 kolejne w fazie akcesu, ale było to wciąż za mało. Frakcja profrancuska nieoczekiwanie wysunęła jako kontrkandydata kardynała Toledo, jednego z najbardziej procesarskich kardynałów. Cesarska frakcja oczywiście na niego się zgodziła, ale w głosowaniu okazało się, że stronnictwo profrancuskie, wbrew deklaracjom, nie poparła go, lecz swojego kandydata Salviatiego. Wysunięcie Toledo było zwykłym manewrem taktycznym, mającym na celu rozbicie jedności frakcji cesarskiej między dwóch kandydatów i tym samym osłabienie kandydatury Pole’a. W głosowaniu 12 grudnia Hiszpan otrzymał 12 głosów w scrutinium i 3 kolejne przez akces.
12 grudnia przybyli francuscy kardynałowie, w tym ich lider Guise. Od tego momentu siły obu grup były wyrównane. Zarówno Francuzi, jak i kardynałowie cesarscy podczas następnych tygodni pozostawali w regularnym kontakcie ze swoimi ambasadorami, a ci odpowiednio z królem Francji Henrykiem II lub cesarzem Karolem V. Reguły kanoniczne, zakazujące kontaktów ze światem zewnętrznym podczas konklawe, a także nakazujące stopniowe ograniczanie posiłków elektorom, nie były przestrzegane, co sprzyjało przedłużaniu się konklawe. W odbywających się rutynowo głosowaniach frakcja cesarska głosowała na Reginalda Pole’a (otrzymywał regularnie 21-23 głosy), a frakcja francuska na Carafę (otrzymywał 21-22 głosy począwszy od 15 grudnia). W międzyczasie poszukiwano kandydatów kompromisowych. W dniach 14 – 16 grudnia obie frakcje przedstawiły sobie nawzajem swoje listy kandydatów, ale nie doszły do porozumienia. Wobec fiaska tych rozmów w dwóch kolejnych turach obie frakcje demonstracyjnie zagłosowały na kardynałów nie uważanych za papabile. W głosowaniu 16 grudnia piętnaście głosów kardynałów z cesarskiej frakcji oddanych zostało na nieobecnego kardynała-infanta Henryka z Portugalii, a następnego dnia profrancuscy kardynałowie oddali aż 20 głosów na swego 23-letniego lidera Guise.
26 grudnia ponownie wysunięta została kandydatura kardynała Toledo. Frakcja cesarska działała bardzo dyskretnie, starając się zakulisowo przeciągnąć na stronę Hiszpana ośmiu kardynałów z przeciwnego obozu. Wydawało się, że zdołali zebrać 31 głosów na jego rzecz, co przy 45 elektorach stanowiło wystarczającą ilość. Jednakże Francuzi w porę zorientowali się w tych działaniach i podjęli skuteczną kontrakcję. W głosowaniu 27 grudnia Toledo otrzymał jedynie 20 głosów, a kontrkandydat Francuzów de Cupis 22 głosy. Dzień później dotarło na konklawe kolejnych dwóch Francuzów, wzmacniając swoją frakcję i podwyższając wymagany próg do 32 głosów.
Przedłużające się konklawe powodowało, że nie była możliwa inauguracja Roku Jubileuszowego, która powinna mieć miejsce w Wigilię Bożego Narodzenia 24 grudnia 1549. Pomimo że w Rzymie było już wielu pielgrzymów, kardynałowie uznali, że stosownej ceremonii musi dokonać nowy papież, którego na razie nie było. Nie skłoniło to jednak elektorów do przyspieszenia decyzji.
2 stycznia 1550 odbyło się spotkanie Alessandro Farnese z kardynałem Guise, ale nie przyniosło ono żadnych rezultatów. W tej sytuacji cesarska frakcja podjęła próbę dokonania wyboru kardynała Morone. 15 stycznia dostał on 24 głosy w scrutinium i 2 kolejne przez akces, ale wymagany próg wynosił wtedy już 32 głosy. Wobec niepowodzenia tej inicjatywy cesarscy powrócili do głosowania na Pole’a. Kolejne spotkanie Farnese z Guise również do niczego konstruktywnego nie doprowadziło, a jedynie spowodowało usztywnienie stanowisk obu frakcji. Cesarscy zadeklarowali, że nigdy nie zagłosują na de Cupisa, Salviatiego, Carafę i Ridolfiego, natomiast Francuzi wykluczyli Pole’a, Morone, Sfondratiego i Carpi.
W drugiej połowie stycznia coraz więcej kardynałów, zmęczonych impasem, zaczęło głośno wytykać naruszenia reguł konklawe oraz brak woli kompromisu po obu stronach. W dniach 26–31 stycznia obrady poświęcono nie na głosowania, lecz na wyeliminowanie istniejących nadużyć. W rezultacie zwolniono wielu konklawistów (tj. sług kardynałów podczas konklawe), których zgodnie z regułami mogło być najwyżej dwóch i zaczęto wdrażać ograniczenia w zakresie posiłków i egzekwować zakaz kontaktów ze światem zewnętrznym.
31 stycznia 1550 zmarł kardynał Ridolfi, jeden z głównych kandydatów Francji. W tej sytuacji Francuzi wysunęli kandydaturę Salviatiego. Liczyli oni na rozłam wśród cesarskich kardynałów, gdyż wbrew stanowisku Alessandro Farnese jego własny brat Ranuccio skłaniał się ku Salviatiemu. Ostatecznie jednak manewr ten się nie powiódł, gdyż Ranuccio okazał się lojalny wobec Alessandro.

## Wybór Juliusza III
Krótko po wprowadzeniu rygorystycznych reguł impas został przełamany. 6 lutego kamerling Sforza zaproponował Giovanniego Ciocchi del Monte, biskupa Palestriny, który uchodził za możliwego do zaakceptowania dla obu zwaśnionych stronnictw. Kardynał Guise początkowo się sprzeciwił, proponując w zamian Cerviniego, ale kardynał d’Este przekonał go do poparcia del Monte. Również Alessandro Farnese i jego stronnicy zgodzili się na tę kandydaturę. Przeciwni mu byli hiszpańscy kardynałowie, jednak kardynałowie Farnese i Maffei przekonali Mendozę i Toledo do zmiany zdania. Również Truchsess, Pole i Gonzaga udzielili poparcia biskupowi Palestriny. 7 lutego wybór del Monte był już pewny. Tego dnia późnym wieczorem 41 kardynałów (nie licząc del Monte) zebrało się w kaplicy Pauliańskiej i przez aklamację wybrali del Monte na papieża. Nie brali w tym udziału jedynie Madruzzo, Gonzaga, Pacheco i Cueva oraz chory kardynał Carpi, z tym, że ten ostatni również zadeklarował poparcie dla del Monte. Elekt obrał imię Juliusz III. Z uwagi na późną porę zrezygnowano jednak z ogłoszenia wyników i wszyscy elektorzy wycofali się na noc do cel. Rankiem 8 lutego odbyło się formalne głosowanie, w którym del Monte uzyskał głosy wszystkich elektorów, w tym także Carpi, Madruzzo, Gonzagi, Pacheco i Cuevy. Tylko sam del Monte zagłosował na kardynała Toledo. Rezultat konklawe ogłosił protodiakon Innocenzo Cibo, który 22 lutego 1550 uroczyście koronował nowego papieża.

## Uzupełniające źródła internetowe
- http://cardinals.fiu.edu/conclave-xvi.htm#1550